# حميدة بنت عبيد بن رفاعة
حميدة بنت عبيد بن رفاعة الأنصارية الزرقية، أم يحيى المدنية، زوجة إسحاق بن عبد الله بن أبي طلحة. ذكرها ابن حبان في كتاب الثقات، وروى لها الأربعة.

## روايتها للحديث
- روت عن: خالتها كبشة بنت كعب بن مالك.
- روى عنها: زوجها إسحاق بن عبد الله بن أبي طلحة، وابنها يحيى بن إسحاق بن عبد الله بن أبي طلحة.

وروى عمر بن إسحاق بن عبد الله بن أبي طلحة، عن أمه، عن أبيها في تشميت العاطس.